# Iwan Morawskyj
Iwan Morawskyj (ukrainisch Іван Моравский, engl. Transkription Ivan Moravskyy; * 3. Juli 1992 in Dobrywoda, Oblast Riwne) ist ein ukrainischer Biathlet.
Iwan Morawskyj startete erstmals 2010 in Torsby bei Juniorenweltmeisterschaften und wurde 41. des Sprints und 28. der Verfolgung. Ein Jahr später wurde er in Nové Město na Moravě 26. des Einzels und verpasste als 74. des Sprints das Verfolgungsrennen. Kurz darauf nahm er in Ridnaun an den Juniorenrennen der Europameisterschaften teil. Im Sprint erreichte er den 40., im Verfolgungsrennen den 27. Rang. Im weiteren Jahresverlauf startete der Ukrainer auch bei Rennen im Sommerbiathlon. Besonders erfolgreich nahm Morawskyj an den Sommerbiathlon-Europameisterschaften 2011 in Martell teil, wo er die Titel in Sprint und Verfolgung gewinnen konnte. Es folgten die Sommerbiathlon-Weltmeisterschaften 2011 in Nové Město, wo die Rennen anders als bei den Europameisterschaften nicht im Crosslauf, sondern auf Skirollern ausgetragen wurden. Im Sprint wurde er 22., wurde im Verfolgungsrennen disqualifiziert und verpasste mit der Staffel als Viertplatzierter knapp den Gewinn einer weiteren internationalen Medaille. Im Winter 2012 wurden die Europameisterschaften in Osrblie zum einzigen internationalen Großereignis. Im Einzel wurde er 25. und verpasste als 12. im Sprint und als 16. im Verfolger Top-Ten-Platzierungen. Mit Anastassija Merkuschyna, Iryna Warwynez und Oleksandr Dachno gewann er in der Mixed-Staffel hinter Norwegen und Russland die Bronzemedaille. Im Sommer startete er erneut bei den Juniorenrennen der Europameisterschaften in Osrblie, wo er als Elfter in Sprint und Verfolgung nicht an die Erfolge des Vorjahres anknüpfen konnte. Dennoch wurde Morawskyj an die Seite von Switlana Krikontschuk, Tetjana Tratschuk und Andrij Wosnjak in die ukrainische Mixed-Staffel berufen und gewann mit dieser hinter der traditionell übermächtigen russischen Vertretung und vor der Slowakei die Silbermedaille.